# Corythalia barbipes
Corythalia barbipes is een spinnensoort in de taxonomische indeling van de springspinnen (Salticidae).
Het dier behoort tot het geslacht Corythalia. De wetenschappelijke naam van de soort werd voor het eerst geldig gepubliceerd in 1939 door Cândido Firmino de Mello-Leitão.